# Ogień i woda
Ogień i woda – drugi solowy album wokalisty bluesowego zespołu Dżem, Macieja Balcara wydany w 2010 roku.
Album ma na celu promocję Ostrowa Wielkopolskiego, rodzinnego miasta wokalisty. Miasto to jest jednocześnie jednym z producentów wykonawczych. W nagraniu albumu udział wziął także zespół Nie-Bo. Na albumie znajduje się sześć premierowych utworów, cztery utwory z wcześniejszej płyty Balcara (w nowych wersjach), jeden wydany wcześniej wyłącznie jako singiel (w nowej wersji) oraz jeden utwór Marka Grechuty. Nagrywanie albumu odbywało się w Meksyk Studio w Skawinie oraz qFactory w Tarnowie.
Album zadebiutował na 50. miejscu listy OLiS w Polsce.

## Lista utworów
Źródło:.
| 1.  | "Karuzela (kręcę się)"                                              | 5:15  |
|     |                                                                     |       |
| 2.  | "Czy to widzisz?" (utwór wydany na singlu w 2000 roku, nowa wersja) | 4:05  |
|     |                                                                     |       |
| 3.  | "Popiół i diament"                                                  | 4:23  |
|     |                                                                     |       |
| 4.  | "Niewysłany list"                                                   | 4:38  |
|     |                                                                     |       |
| 5.  | "Czarno" (nowa wersja utworu z płyty Czarno z 1998 roku)            | 3:20  |
|     |                                                                     |       |
| 6.  | "Stop"                                                              | 5:22  |
|     |                                                                     |       |
| 7.  | "Komu bije?" (nowa wersja utworu z płyty Czarno z 1998 roku)        | 4:30  |
|     |                                                                     |       |
| 8.  | "7 zdjęć"                                                           | 4:13  |
|     |                                                                     |       |
| 9.  | "Moja rozmowa" (nowa wersja utworu z płyty Czarno z 1998 roku)      | 5:12  |
|     |                                                                     |       |
| 10. | "Ogień i woda"                                                      | 4:07  |
|     |                                                                     |       |
| 11. | "Viga" (nowa wersja utworu z płyty Czarno z 1998 roku)              | 3:24  |
|     |                                                                     |       |
| 12. | "Wolność" (utwór Marka Grechuty)                                    | 3:19  |
|     |                                                                     |       |
|     |                                                                     | 51:48 |
|     |                                                                     |       |

## Twórcy
Źródło:.
- Maciej Balcar – śpiew
- Krzysztof "Flipper" Krupa – perkusja
- Robert Lubera – gitara
- Piotr "Quentin" Wojtanowski – gitara basowa, gitara, instrumenty klawiszowe, realizacja, produkcja, miksowanie

gościnnie
- Michał Jurkiewicz – skrzypce
- Michał Grymuza – gitara